# لورا بيني
لورا بيني هي صحفية كندية، ولدت في 1975 في جزيرة كيب بريتون في كندا.